# Lit médicalisé

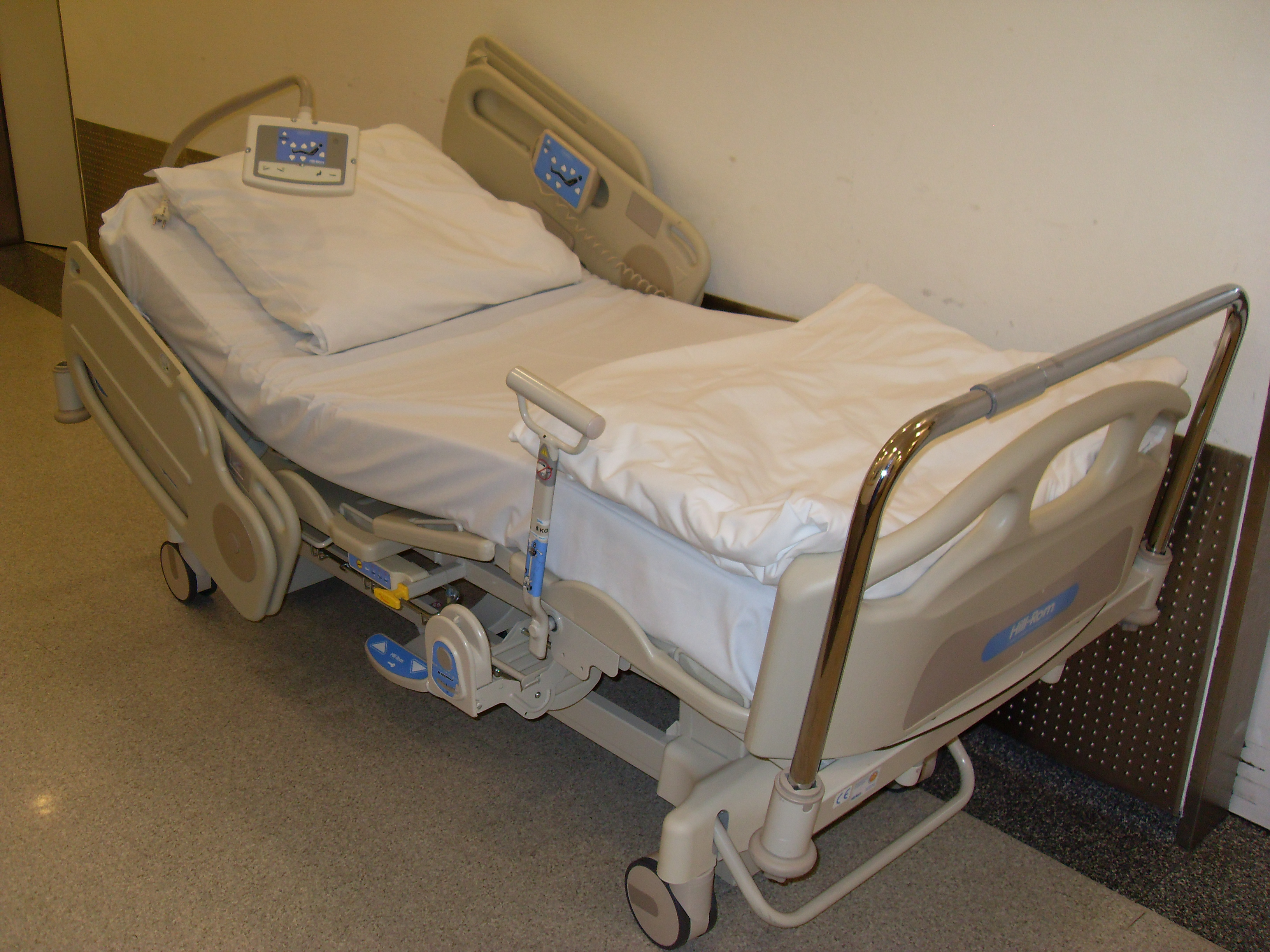
Un lit médicalisé en 2011 : le lit est automatisé et comporte des commandes électroniques.

Un lit médicalisé est un lit adapté aux besoins de patients dont l’état de santé demande de longues périodes alitées ou réduit son niveau de mobilité. Il permet au personnel soignant, au patient et à son entourage de prodiguer les soins avec moins d’efforts, tout en réduisant les risques de manipulations et de chutes.

## Utilisation
Le lit médicalisé est utilisé dans tout type d'établissements de soins tels que hôpitaux, cliniques, Etablissements d'Hébergement pour Personnes Âgées Dépendantes (EHPAD)...
De manière générale, il trouve son utilité dès lors qu’un patient est alité avec nécessité d'un intervenant pour les soins.
Le lit médicalisé peut être également installé au domicile du patient. Le patient peut choisir le lit qui lui convient.

## Caractéristiques
Le lit médicalisé se compose d’un piètement, d’un panneau tête de lit fixe, d’un panneau de pied, d’un relève-jambe, d’un relève-buste et d’un passage libre à partir du sol (pour permettre l’utilisation d’un lève-personne par exemple).
Il favorise l’accès aux soins dans de bonnes conditions de stabilité, de confort et de sécurité pour le patient et le soignant.
Conçu spécifiquement en fonction de l’environnement hospitalier, ces lits – considérés en France comme des dispositifs médicaux de classe 1, soit à faible degré de risques – possèdent ainsi un certain nombre de caractéristiques, dont une grande modularité permise par leurs différents équipements disponibles.

### Principaux équipements
Pour le bien-être de la personne alitée, les lits médicalisés offrent différentes spécificités, à savoir :
- La hauteur est fixe ou variable et souvent électrique ;
- Le relève buste électrique peut être inclinable ;
- Le relève-jambes manuel ou électrique (droit ou avec plicature des genoux) ;
- Un sommier qui est souvent en trois parties pouvant bouger les unes par rapport aux autres (monter le buste ou relever les pieds) ;
- De ridelles ou des « barrières de lit » pour prévenir la chute de patients agités[4] ;
- Certains sont équipés de roues pour faciliter le déplacement ;
- La télécommande pour les lits électriques.

En ce qui concerne la partie esthétique, il existe de nombreuses options pour le choix et la couleur des panneaux d'habillage.

### Équipements complémentaires
Pour faciliter la vie des personnes restant une grande partie de leur journée allongées, des équipements complémentaires peuvent être adaptés :
- Un matelas pour la prévention et le traitement des escarres,
- Une potence lit médicalisé permettant à l'individu de s'asseoir et de se lever,
- Une table à manger au lit,
- Un lève-personne qui aide à soulever et transporter le patient d'un endroit à un autre,
- Un verticalisateur permet le transfert rapide entre le lit, le fauteuil ou le toilette. Il est souvent utilisé pour les paraplégiques,
- Des accessoires facilitant les soins :tige porte serum, porte moniteur, bar de brancardage...
- Une pesée intégrée pour les services de soins intensifs,
- L'inclinaison sur le côté permettant la latéralisation.

## Normes
Les exigences concernant les dispositifs médicaux sont spécifiées dans la norme NF EN ISO 10535.
La norme NF EN 60601-2-52. définit les exigences particulières pour la sécurité de base et les performances essentielles des lits médicalisés.